# Zinjibar
Zinjibar (en árabe: زنجبار‎) es una ciudad portuaria y costera ubicada en el sur de Yemen, en la gobernación de Abyan.

## Etimología
El nombre Zanjibâr viene del idioma persa Zangī-bâr.

## Historia
Durante muchos años, Zinjibar consistió en un centro de comercio establecido con el Lejano Oriente. Sin embargo, en 1163, la ciudad fue quemada y destruida por Abdel Nabi Ali Mahdi Yoosuf. Gracias a las evidencias de alfarería yemení del siglo XV que había en el yacimiento arqueológico de Mazda (القريات) volvió a ser reconstruida, pero durante un conflicto armado entre tribus quedó destruida de nuevo. En el siglo XIX el Sultán Hussein bin Ahmed bin Abdullah, de Fadhli, la reconstruyó, aunque luego se exilió a Pune, en la India, pero a principios de 1920 regresó porque los británicos lo obligaron a exiliarse a Zinzibar y, por eso, tras regresar la renombró como Zinjibar a fin de honrar su exilio.

### Conflicto de 2011
En mayo de 2011, militantes islamitas tomaron la ciudad durante la Revolución yemení. En junio del año siguiente,  la Armada yemení la recuperó. También recuperaron la ciudad vecina de Jaʿār, 15 kilómetros al norte.

### Guerra civil de Yemen de 2015
A finales de marzo de 2012 fue tomada por soldados leales a Houthis, que expulsaron a las tropas leales del presidente Abd Rabbuh Mansur al-Hadi. Además, sufrió bombardeos por parte de la intervención militar aprobada por Hadi.